# あじむ 〜海岸物語〜
『あじむ 〜海岸物語〜 』（あじむ かいがんものがたり）は、2001年からインターネットで有料ストリーミング配信されている日本のアニメ作品。

## 登場人物
- 安心院保奈：千葉紗子
- 仲井戸尋祐：石田彰
- 泉谷和樹：森久保祥太郎
- 竹元涼愛：宮村優子
- 恭子：三石琴乃
- マスター：納谷六朗
- トド女：津村まこと

## スタッフ
- 企画 - 大石稀哉、加藤博、藤山房伸
- 企画協力 - 西子雅美
- 監督 - 神保遊作
- 脚本・シリーズ構成 - むとうやすゆき
- キャラクターデザイン - 高乗陽子
- 美術 - 片平真司
- デジタル編集 - 田熊純
- 音楽 - 中川孝
- プロデューサー - 橋本和典、柴田新

## 主題歌
オープニングテーマ「ふたりの序章（プロローグ）」
歌 - 千葉紗子
エンディングテーマ「ORANGE」
歌 - 千葉紗子

## 関連商品

### DVD
- あじむ 〜海岸物語〜 第1巻
- あじむ 〜海岸物語〜 第2巻

### CD
- あじむ 〜海岸物語〜 オリジナルアルバム JAN:4988003266486

### PCゲーム
- あじむ 〜海岸物語〜 
  - 2001年11月30日にアルペジオより発売。